# Antonella Lualdi
Pour les articles homonymes, voir Lualdi.
Antonella Lualdi est une actrice et chanteuse italienne née le 6 juillet 1931 à Beyrouth (Grand Liban) et morte le 10 août 2023 à Rome (Italie).

## Biographie

### Jeunesse et études
De son vrai nom Antonietta De Pascale, elle naît le 6 juillet 1931 à Beyrouth où son père, un ingénieur civil italien, est chargé de la construction d'un pont et a rencontré sa mère d'origine grecque. Elle y grandit en parlant couramment l'arabe, le français et l'italien.

### Carrière

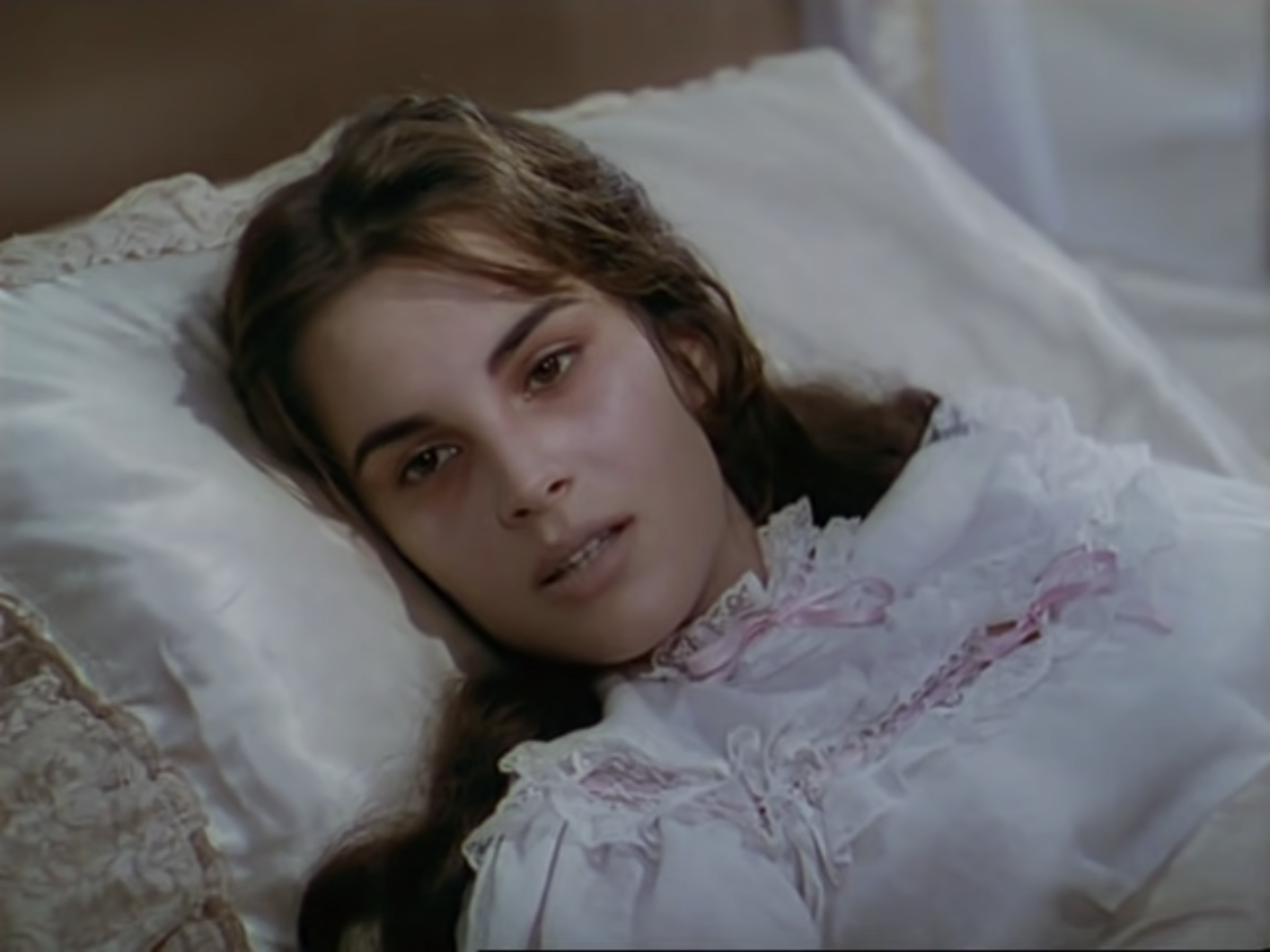
Antonella Lualdi dans À toi... toujours (1954).

Après quelques essais au théâtre pendant cinq ans et une petite apparition dans le film Échec à Borgia, Antonella Lualdi est remarquée dans le film musical Signorinella (1949) de Mario Mattoli puis joue la même année dans Canzoni per le strade. 
Elle est rapidement hissée au rang de star, comme Lucia Bosè et de Gina Lollobrigida. Dans les années 1950 et 1960, elle tourne pour les plus grands réalisateurs italiens, tels Alberto Lattuada (Le Manteau, 1952), Roberto Rossellini (Amours d'une moitié de siècle, 1954), Carmine Gallone (À toi... toujours, 1954), Mauro Bolognini (trois films dont Les Amoureux, 1956), Mario Monicelli (Pères et Fils, 1957), Ettore Scola (Parlons femmes, 1964) ou Pier Paolo Pasolini (Enquête sur la sexualité, 1965), mais aussi français : Christian-Jaque (Adorables Créatures, 1952 et Le Repas des fauves, 1964), Claude Autant-Lara (Le Rouge et le Noir, 1954), Yves Allégret (Méfiez-vous fillettes, 1957) ou encore Claude Chabrol (À double tour, 1959).
En 1953, sur le tournage de Les Vitelloni de Federico Fellini, elle rencontre Franco Interlenghi, qu'elle épouse deux ans plus tard. Ils joueront ensemble dans plusieurs autres productions : Il più comico spettacolo del mondo (1953), Pitié pour celle qui tombe (1954) et Les Amoureux (1956).
Elle tourne encore entre autres dans Mon coquin de père (1958) de Georges Lacombe, J'irai cracher sur vos tombes (1959) de Michel Gast avec Christian Marquand d'après Boris Vian et Le Désordre (1962) de Franco Brusati avec Alida Valli et Vincent, François, Paul… et les autres (1974) de Claude Sautet.
À partir des années 1970, elle n'obtient plus beaucoup de rôles marquants, hormis Une épine dans le cœur (1985) d'Alberto Lattuada et Tous les hommes de Sara (1992) de Gianpaolo Tescari. Elle se tourne alors vers la télévision. De 1992 à 2008, elle incarne Lucia Cordier, l'épouse d'un commissaire de police, dans les séries télévisées françaises Les Cordier, juge et flic puis Commissaire Cordier aux côtés de Pierre Mondy.

### Mort
Antonella Lualdi meurt le 10 août 2023 dans un hôpital près de Rome, à l'âge de 92 ans.

### Vie privée
De son union avec Franco Interlenghi sont nées deux filles : Antonella en 1960 et Stella en 1967, toutes deux actrices. Le couple est resté marié jusqu'à la mort d'Interlenghi en 2015.

## Filmographie

### Cinéma
- 1949 : Signorinella de Mario Mattoli : Maria Censi
- 1949 : Échec à Borgia (Prince of Foxes) d'Henry King (non créditée)

#### Années 1950
- 1950 : Pour l'amour du ciel (È più facile che un cammello…) de Luigi Zampa : Maria
- 1950 : Chanson des rues (it) (Canzoni per le strade) de Mario Landi : Anna
- 1951 : Son dernier verdict (L'ultima sentenza) de Mario Bonnard : Daniela Valsetti
- 1951 : Nous avons vaincu (it) (Abbiamo vinto!) de Robert A. Stemmle : Elsa Nardecchi
- 1951 : Miracolo a Viggiù de Luigi Giachino : Antonella
- 1951 : I due sergenti de Carlo Alberto Chiesa : Antonella
- 1951 : Ha fatto 13 de Carlo Manzoni : Mirella
- 1952 : Adorables Créatures de Christian-Jaque : Catherine Michaud
- 1952 : Pentimento d'Enzo Di Gianni : [Qui ?]
- 1952 : Le Manteau (Il cappotto) d'Alberto Lattuada : Vittoria
- 1952 : Les enfants ne sont pas à vendre (I figli non si vendono) de Mario Bonnard : Daniela
- 1952 : Histoires interdites (Tre storie proibite) d'Augusto Genina : Anna Maria
- 1952 : Le Roman de ma vie (Il romanzo della mia vita) de Lionello De Felice : Maria De Marchis
- 1952 : Cani e gatti (it) de Leonardo De Mitri : Lia
- 1952 : L'accordeur est arrivé (È arrivato l'accordatore) de Duilio Coletti  : Giulietta Narducci
- 1953 : The Story of William Tell, court métrage de Jack Cardiff : Anna Walden
- 1953 : Prisonnière des ténèbres (La cieca di Sorrento) de Giacomo Gentilomo : la marquise Beatrice di Rionero
- 1953 : Les Vitelloni de Federico Fellini :
- 1953 : Pardonne-moi (Perdonami!) de Mario Costa : Anna Boetto
- 1953 : Chansons, chansons, chansons (Canzoni, canzoni, canzoni) de Domenico Paolella : la voisine du 5e
- 1953 : La Fille du régiment (Die Tochter der Kompanie) de Géza von Bolváry : Tony
- 1953 : Il più comico spettacolo del mondo de Mario Mattoli : une spectatrice
- 1953 : Gli uomini, che mascalzoni! (it) de Glauco Pellegrini : Mariuccia
- 1954 : La Chronique des pauvres amants (Cronache di poveri amanti) de Carlo Lizzani : Milena
- 1954 : Amours d'une moitié de siècle (Amori di mezzo secolo) épisode Napoli 43 de Roberto Rossellini : Carla
- 1954 : Pitié pour celle qui tombe (Pietà per chi cade) de Mario Costa : Bianca Savelli
- 1954 : Repris de justice (Avanzi di galera) de Vittorio Cottafavi : Giovanna
- 1954 : À toi... toujours (Casta Diva) de Carmine Gallone : Maddalena Fumaroli
- 1954 : Le Rouge et le Noir de Claude Autant-Lara : Mathilde de la Mole
- 1954 : Papà Pacifico de Guido Brignone : Luisa Ceccacci
- 1954 : Ces demoiselles du téléphone (Le signorine dello 04) de Gianni Franciolini : Maria Teresa
- 1955 : Le Souffle de la liberté (Andrea Chenier) de Clemente Fracassi : Madeleine de Coigny
- 1955  : Il n'y a pas de plus grand amour (Non c'è amore più grande) de Giorgio Bianchi :  Luisa
- 1956 : Nos plus belles années (I giorni più belli) de Mario Mattoli : Giulia
- 1956 : Les Amoureux (Gli Innamorati) de Mauro Bolognini : Adriana Latini
- 1956 : Altair de Leonardo De Mitri : Elena Grimani
- 1957 : Pères et Fils (Padri e figli) de Mario Monicelli : Giulia Blasi
- 1957 : Méfiez-vous fillettes d'Yves Allégret : Dany Dumont
- 1957 : La Cenicienta y Ernesto de Pedro L. Ramírez : Julia
- 1958 : Les Jeunes Maris (Giovanni mariti) de Mauro Bolognini : Lucia
- 1958 : Le ciel brûle (Il cielo brucia) de Giuseppe Masini : Laura Sandri
- 1958 : Mon coquin de père de Georges Lacombe : Maria
- 1958 : Une vie d'Alexandre Astruc : Gilberte de Fourcheville
- 1958 : La Main dans le sac (Polikuschaka) de Carmine Gallone : Irina
- 1959 : Délit de fuite de Bernard Borderie : Lucille Aitken
- 1959 : J'irai cracher sur vos tombes de Michel Gast et Christian Marquand : Lizbeth Shannon
- 1959 : Les Garçons (La notte brava) de Mauro Bolognini : Supplizia
- 1959 : Match contre la mort de Claude Bernard-Aubert : Annie Lourmel
- 1959 : À double tour de Claude Chabrol : Leda Mortoni

#### Années 1960
- 1960 : Les Dauphins (I delfini) de Francesco Maselli : Elsa Foresi
- 1960 : Je cherche une maman (Appuntamento a Ischia) de Mario Mattoli : Mirella Argenti
- 1960 : La Rue des amours faciles (Via Margutta) de Mario Camerini : Donata
- 1961 : Les Mongols (I mongoli) d'André de Toth et Leopoldo Savona : Amina
- 1962 : Le Désordre (Il disordine) de Franco Brusati : Malì
- 1962 : Les Titans (Arrivano i titani) de Duccio Tessari : Ermione
- 1963 : Le Jour le plus court (Il giorno piu corto) de Bruno Corbucci : la fleuriste (non créditée)
- 1963 : L'Enfant du cirque (Il figlio del circo) de Sergio Grieco : Jenny Nardelli
- 1963 : Les filous font la loi (Gli imbroglioni) de Lucio Fulci: sœur Celestina
- 1963 : Hong Kong, un adieu (it) (Hong Kong un addio) de Gian Luigi Polidoro : Laura
- 1964 : Les Possédées du démon (Delitto allo specchio) de Jean Josipovici et Ambrogio Molteni : Serena
- 1964 : La coda del diavolo de Moraldo Rossi (it) : [Qui ?]
- 1964 : Amore mio de Raffaello Matarazzo : Elsa
- 1964 : Les Maniaques de Lucio Fulci (non créditée)
- 1964 : Le Repas des fauves de Christian-Jaque : Françoise
- 1964 : Parlons femmes (Se permettete parliamo di donne) d'Ettore Scola : la fiancée
- 1964 : Les Cent Cavaliers (I cento cavalieri) de Vittorio Cottafavi : Sancha Ordoñez
- 1965 : Enquête sur la sexualité (Comizi d'amore) de Pier Paolo Pasolini : elle-même
- 1965 : Su e giù de Mino Guerrini, segment Il marito d'agosto : Evi
- 1966 : Surcouf, le tigre des sept mers (Surcouf, l'eroe dei sette mari) de Sergio Bergonzelli et Roy Rowland : Margaret Carruthers/lady Blackwood
- 1966 : Comment séduire un play-boy en l'an 2000 ou Go, go, play-boy (Bel Ami 2000 oder Wie verführt man einen Playboy?) de Michael Pfleghar : Vera
- 1966 : Tonnerre sur l'océan Indien (Il Grando colpo di Surcouf) de Sergio Bergonzelli et Roy Rowland : Margaret Carruthers/lady Blackwood
- 1967 : Cinéma et Réalité, documentaire de Clément Perron et Georges Dufaux : elle-même
- 1967 : Le Massacre de la Forêt-Noire (Hermann der Cherusker - Die Schlacht im Teutoburger Wald) de Ferdinando Baldi : Tusnelda
- 1968 : Columna de Mircea Drăgan : Adrada
- 1968 : Ragan de José Briz Méndez et Luciano Sacripanti : Janine Kohler

#### Années 1970 à 2010
- 1970 : Un caso di coscienza de Giovanni Grimaldi : Rita Vaccagnino
- 1974 : Vincent, François, Paul… et les autres de Claude Sautet : Julia, la femme de Paul
- 1976 : Magnum 44 spécial (La legge violenta della squadra anticrimine) de Stelvio Massi : Anna Javocella
- 1978 : Non sparate sui bambini de Gianni Crea : l'institutrice
- 1980 : Le Jardin d'Éden (エデンの園, Eden no sono?) de Yasuzō Masumura : la mère d'Alessandra
- 1980 : Mafia, una legge che non perdona de Roberto Girometti : Denise
- 1981 : Carlota: Amor es... veneno de Stefano Rolla : Margaret Watt
- 1983 : Double Zéro de conduite (Zero in condotta) de Giuliano Carnimeo : Milena
- 1985 : Une épine dans le cœur d'Alberto Lattuada : Adelaide Biotti
- 1989 : Diritto di vivere d'Edmund Purdom : la tante de Patrizia
- 1992 : Tous les hommes de Sara (Tutti gli uomini di Sara) de Gianpaolo Tescari : la signora Toscano
- 1992 : L'urlo della verità de Stelvio Massi : Rosa
- 1994 : Néfertiti, la fille du soleil (Nefertiti, figlia del sole) de Guy Gilles : Tiyi
- 2010 : La bella società de Gian Paolo Cugno (it)  : la mère de Romolo

### Télévision
- 1967 : Don Giovannino de Bruno Corbucci (téléfilm) : Elena
- 1969 : D'Artagnan de Claude Barma : Milady de Winter
- 1973 : Lucien Leuwen, téléfilm de Claude Autant-Lara : Madame d'Hocquincourt
- 1977 : È stato così de Tomaso Sherman (téléfilm) : Giovanna
- 1978 : La Corde au cou de Marcel Moussy (série télévisée) : la comtesse de Claudieuse
- 1978 : Les Eygletière de René Lucot et Louis A. Pascal (série télévisée) : Carole
- 1985 : Goya de José Ramón Larraz (mini-série) : Marie-Louise de Parme
- 1987 : Vida privada de Francesc Betriu (mini-série) :
- 1989 : Guerra di spie de Duccio Tessari (mini-série) :
- 1991 : Tango Bar de Philippe Setbon (téléfilm) : Tanya
- 1992-2005 : Les Cordier, juge et flic,  saisons 1 à 13 : Lucia Cordier
- 1993 : Per amore o per amicizia de Paolo Poeti (téléfilm) : Monica Bey
- 1994 : Chèques en boîte de Nicolas Gessner : Yvonne
- 2000 : On n'a qu'une vie ou Je t'aime de Jacques Deray : Mme Blaizeau
- 2000 : La Tour secrète d'Alberto Negrin (téléfilm) : la Mère supérieure
- 2005-2008 : Commissaire Cordier : Lucia Cordier